# كريس كوجل
كريس كوجل (بالإنجليزية: Chris Coghill)‏ هو ممثل بريطاني، ولد في 11 أبريل 1975 في برستويتش ‏ في المملكة المتحدة.

## وصلات خارجية
- كريس كوجل على موقع IMDb (الإنجليزية)
- كريس كوجل على موقع قاعدة بيانات الفيلم (الإنجليزية)
- كريس كوجل على موقع كينوبويسك (الروسية)